# Дом Абамелек-Лазарева (Миллионная, 22)
Дом Абамелек-Лазарева — название, которое носят два памятника архитектуры, два соседних здания, первое из которых было построено в 1735—1737 годах. Объединены в одно здание в 1910х годах. Здание расположено в Санкт-Петербурге, современный адрес дома, известного также как дом Апраксина — Миллионная улица, д. 22 (набережная р. Мойки, 21).
Изначально, в начале XVIII века, на участке был построен деревянный дом для вице-адмирала М. П. Госслера. Первое каменное здание, дом 22, было построено в 1735—1737 годах для графа Ф. А. Апраксина. Уже тогда, традиционно для своего времени, у дома по сторонам от среднего выступа в три оси было расположено два двухосевых ризалита. Владельцем дома после Апраксина был брат фаворита, Г. Бирон. В 1770-е годы домом владел князь В. С. Васильчиков. При нём при перестройке наружное крыльцо заменили на четырёхколонный портик из мраморных колонн ионического ордера, стены гладко отштукатурили. Бело-серый полосатый ювенский мрамор для колонн был взят с северного побережья или с островов Ладожского озера. Предположительно, в перестройке участвовал А. Ринальди.
C конца XVIII века участком владели: В. П. Кочубей, князь В. В. Долгоруков (с 1809 года), князь А. Б. Куракин, князь А. М. Потёмкин (в 1822—1872 годах, сам жил в 3 квартире), князь А. Б. Голицын, граф Н. П. Игнатьев. В здании была расположена домовая церковь Сретения Господня.
В 1904 году дом приобрёл князь С. С. Абамелек-Лазарев. В 1907 году Е. С. Воротилов построил корпус дома, выходящий на набережную Мойки, причём фасад и часть интерьеров повторили вид дома Армянской церкви (Невский, 40), в котором Семён Семёнович вырос. Возможность переноса интерьеров специально обсуждалась на заседании совета петербургских армянских церквей 30 апреля 1908 года, по настоянию А. И. Таманова было произведено фотографирование изначальных интерьеров дома на Невском для сохранения деталей отделки как ценных художественных памятников архитектуры.
Первой комнатой от входа была большая парадная столовая, украшенная по одной стене колоннадой (в которой размещён буфет), завершающейся статуей Гебы. Двери из столовой вели в большой кабинет князя, украшенный лепными потолками (также воспроизводящими интерьеры Невского, 40), перенесёнными из дома армянской церкви шестью печами с фигурами и дверями с карнизами. Из кабинета есть выход в библиотеку, украшенную различными семейными портретами. Лестница была украшена слепком пальмирской надписи giallo antico. Интерьеры были украшены белыми с золотом торшерами, нарисованные К. И. Росси для Михайловского дворца, фламандскими гобеленами, старинной бронзой, мрамором, фарфором, канделябрами Томира, двумя брюссельскими гобеленами XVII века, представляющими историю Тамерлана и Баязида.
В 1919 году в здании был открыт Институт Общественного Зубоврачевания; занятия начались 12 октября из-за затянувшегося ремонта. При институте формировались тематические музей и библиотека.
На 1922 год в институтском музее было 970 экспонатов, работало 3 квалифицированных сотрудника. За 1921 год у музея было 840 посетителей, в том числе прошло 2 групповые экскурсии. Зимой 1920-21 года в здании не работало отопление, помещения были сырыми, прохудилась крыша, обвалилась значительная часть штукатурки с потолка одной из комнат. Когда здание перешло в ведение Академии наук (Пушкинского дома), нижний этаж был отведён под квартиру высокого чина, возникли сложности с доступом сотрудников в музей. Перевести его экспонаты в основное здание на Невский, 46 также было затруднительно из-за недостатка музейного оборудования и транспорта.
Библиотека собиралась из библиотек Петроградских зубоврачебных обществ (преимущественно журналов), покупки собраний у зубных врачей Казарновского, Доброго, Иванчиной-Писаревой и Гинсбурга. Зимой 1922 года З. М. Гринберг передал библиотеке ящик зарубежных книг по зубоврачеванию. К концу 1920 года в библиотеке были английские и американские журналы за 1914—1918 годы. До 15 апреля 1921 года библиотека находилась к неподходящих условиях и обслуживала лишь преподавательский персонал, членов Совета института и небольшой ближний к институту круг учёных, после перевода на Невский она стала доступна для служащих и учащихся на курсах усовершенствования для зубных врачей и техников.
31 марта 1924 года «Врачебная газета» сообщила, что институт был закрыт из-за недофинансирования.
На 2023 год в здании расположен Комитет по физической культуре и спорту Санкт-Петербурга, ранее Комитет по физической культуре и спорту областного Совета районных депутатов и Ленгорисполкома.